# Bactris sphaerocarpa
Bactris sphaerocarpa är en enhjärtbladig växtart som beskrevs av James William Helenus Trail. Bactris sphaerocarpa ingår i släktet Bactris och familjen Arecaceae. Inga underarter finns listade i Catalogue of Life.